# Dean Markley and Bradshaw Switching System
Das Dean Markley and Bradshaw Switching System (englisch für „Dean-Markley-und-Bradshaw-Schaltungssystem“) war ein Gitarrenverstärker- und Effektgerätesystem, das zwischen 1984 und 1985 von Robert C. Bradshaw in Zusammenarbeit mit dem US-amerikanischen Verstärker- und Musikzubehörhersteller Dean Markley USA für den britischen Rockmusiker Eric Clapton entwickelt wurde. Es war die einzige Arbeit zwischen Clapton und dem Elektrotechniker Bradshaw und diente als Prototyp für das Soldano/Cornish Guitar Routing System, welches von dem britischen Ingenieur Pete Cornish und dem Verstärkerbauer Michael J. Soldano, Jr. hergestellt wurde. Im Jahr 2011 verkaufte Clapton das Gitarrensystem für sein Drogen- und Rehabilitationszentrum, das Crossroads Centre.

## Geschichte
Als Clapton in den Jahren 1984 und 1985 an seinem Studioalbum Behind the Sun arbeitete, lud er den Gitarristen Steve Lukather (Toto) zu einer Aufnahmesession ein. Clapton begeisterte sich für den Ton, der aus Lukathers Verstärker kam und interessierte sich für ein ähnliches System. Lukather benutzte zu der Zeit Effektsysteme von Bradshaw und stellte den Kontakt zwischen Clapton und Bradshaw her. Mitte der 1980er Jahre teste Clapton ebenfalls die Gitarrenverstärker vom Typ „Signatue Series 120“ des Herstellers Dean Markley USA und entschied sich zwei der Topteile mit einer Leistung von 120 Watt zu benutzen. Ende des Jahres 1984 bis 1985 arbeitete Bradshaw an dem System, was Clapton eine Reihe von alten Klängen für Lieder wie Badge und White Room bieten sollte, aber auch nutzbar ist für die damalig neuen Lieder Forever Man oder auch Tearing Us Apart. Bradshaw entwarf schlussendlich ein Racksystem für die Verstärker und Effekte mit einem Fußschalter für Kanalwahl und Effekt.

## Equipment
Das System beinhaltete einen Roland SDE-3000 Digital Delay, einen Ibanez HD-1000 Harmonics/Delay, ein Boss CE-1 Chorus Ensemble, ein Boss HM-2 Heavy Metal Distortion Pedal, einen Dyno-My-Piano Tri Stereo Chorus, einen DBX 160A Kompressor, sowie ein Yamaha WXY-05UR Diversity Receiver als Wireless-Empfänger für das Gitarrensignal. Um die Effektgeräte mit den Verstärkern zu verbinden, stellte Bradshaw einen Schalter speziell für das System her, was das Gitarrensignal vom Sender direkt nacheinander in die Effekt liefen ließ, und anschließend in die Vorderseite des Verstärkers leitete. Deshalb wird das System auch als „Front Amp System“ (in die Vorderseite des Verstärkers eingeschleift) bezeichnet. Es ist jedoch unbekannt, ob Clapton zwei Verstärker gleichzeitig nutzte (Stereo) oder nur einen (Mono).
Damit Clapton jederzeit auswählen konnte, welchen Effekt oder welche Effektkombination er nutzt, stellte Bradshaw einen Fußschalter mit insgesamt 12 Schaltern her, der ein einfaches und stummes umschalten von Signalen ermöglichte. So standen die Abkürzungen „RATE“ für den CE-1 Chorus, „TSC“ für den Tri-Stereo-Chorus, „HARM“ für den Ibanez Harmonizer, „COMP“ für den DBX-Kompressor, „HM-2“ für das Heavy Metal Effekt und „3000“ für den SDE-3000 Delay von Roland. Falls einige der Schalter versagen sollten, baute Bradshow vorsichtshalber zwei unbelegte Schalter „SPR-1“ und „SPR-2“ („Spare“ für „Ersatz“) ein. Es war außerdem möglich, Voreinstellungen von Effektkombinationen zu speichern, welche Bradshaw mit „PS-1“ bis „PS-4“ bezeichnete („Preset“ für „voreingestellt“).
Als Verstärker-Box benutzte Clapton zwei Stück der Art „JCM 800 1960 – Lead“ des britischen Herstellers Marshall Amplification.

## Verwendung

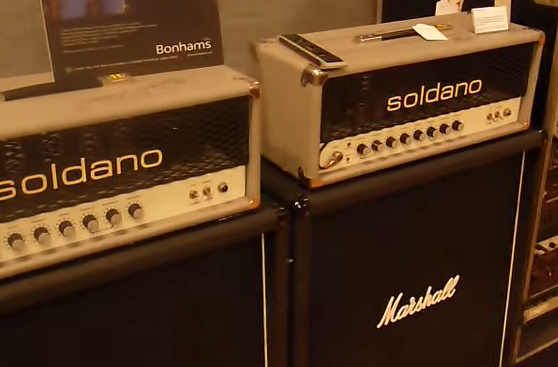
Die Nachfolger: Soldano-Verstärker.

Clapton nutzte das Originalsystem im Jahr 1985 während der Behind the Sun World Tour. Auch während des Auftrittes bei Live Aid kam das System zum Einsatz .Claptons Gitarrentechniker zu dieser Zeit, Lee Dickson, kommentierte, dass Clapton meistens nur den Kompressor sowie den Boss CE-1 Chorus verwendete, nur selten die anderen Effekte im System. In den Jahren 1986 bis 1989 nutzte Clapton zwar noch die Effektgeräte, variierte aber nun mit seiner Verstärkerwahl. So nutzte Clapton das System mit Verstärkern des Herstellers Fender, zum Beispiel mit einem Tweed Twin oder einem Princeton Chorus. Im Jahr 1988 verwandte Clapton das Schaltersystem in Kombination mit einem Soldano SLO-100, was später zum Soldano/Cornish Guitar Routing System führte.
Nachdem sich Clapton im Jahr 1988 dazu entschied ein neues System von Soldano und Cornish bauen zu lassen, wurden einige Effekte wie der Tri-Stereo-Chorus oder der SDE-3000 Delay aus dem Bradshaw-System entnommen und in dem Soldano/Cornish Guitar Routing System verbaut.
Das Cornish-Soldano-System wurde 1988 fertiggestellt und begleitete Clapton bis 1996.

## Auktion
Am 9. März 2011 ab 13 Uhr wurde das System bei dem britischen Auktionshaus Bonhams versteigert. Die im Soldano/Cornish-System verwandten Teile blieben fehlend und auch die Lautsprecher in den Marshallboxen, die Clapton in den 1980er Jahren verwandt, waren defekt. Lediglich die übrigen Effekte, das Rack sowie Bradshaws Effektschleife und Fußschalter waren funktionsfähig und als solches ausgeschrieben. Auch die Dean-Markley-Verstärker waren technisch in Ordnung. Gitarrenkabel und Flightcases des britischen Herstellers Packhorse, Limited waren ebenfalls Teil der Auktion. Verkauft wurde das inkomplette System für 4,880 US-Dollar. Der gesamte Erlös kam dem Crossroads Centre auf Antigua zugute.